# 745. grenadirski polk (Wehrmacht)
745. grenadirski polk (izvirno nemško 745. Grenadier-Regiment; kratica 745. GR) je bil pehotni polk Heera v času druge svetovne vojne.

## Zgodovina
Polk je bil ustanovljen 15. oktobra 1942 za potrebe 712. pehotne divizije in uničen januarja 1945. 
Ponovno je bil ustanovljen 26. marca 1945.